# Písničky a povídání ze Semaforu (1984)
Písničky & povídání ze Semaforu tentokrát ze hry Dr Johann Faust Praha II. Karlovo nám. 40 (1984) je 2EP výběr ze hry Jiřího Suchého Dr. Johann Faust, Praha II, Karlovo nám. 40 (1982). Obsahuje 7 písniček a jeden monolog, texty napsal Jiří Suchý, melodii písniček složil Ferdinand Havlík. Na desce hraje Orchestr divadla Semafor, který řídí právě Ferdinand Havlík. Sleeve-note napsal Jan Kolář.

## Písničky
| Pořadí | Název                           | Délka |
| ------ | ------------------------------- | ----- |
| 1.     | Protektorátní blues             | 3:02  |
| 2.     | Čas kráčí kolem nás             | 2:24  |
| 3.     | Děvče z Chebu                   | 3:10  |
| 4.     | Exploze                         | 2:34  |
| 5.     | Píseň pro dva                   | 2:36  |
| 6.     | Tady se zastavil čas            | 2:54  |
| 7.     | Chodíme světem s dobrou náladou | 3:33  |
| 8.     | Ale my hrajeme dál              | 2:31  |

## Zpívají
- Svatopluk Beneš (1)
- Ludmila Podubecká (2, 8)
- Ilona Záluská (4; také recituje 3)
- Jiří Suchý (5, 6)
- Jitka Molavcová (5, 6)
- Evžen Jegorov (7)
- Ferdinand Havlík (7)